# غار سیوند
غار سیوند:این مکان در ۱ کیلومتری سیوند بر فراز کوه‌های سیوند قرار دارد و یکی از نخستین پناهگاهای بشر است که در آن نقاشی‌ها و کنده کاری‌هایی در پیش از تاریخ کشف شده‌است.
این اثر در تاریخ ۱۱ شهریور ۱۳۸۲ بشماره ۹۸۳۲ در فهرست آثار ملی به ثبت رسیده‌است.
این اثر بر بالای سیوندخرابه و در شرق امامزاده عقیل و گورستان صفوی سیوند قراردارد.